# Краљевина Алба
Краљевство Алба је израз који се користи за Краљевство Шкотску у периоду од смрти краља Доналда II 900. до смрти краља Александра III 1286. која је довела до шкотских ратова за независност. Он се користи углавном од стране историчара како би се тај период разликовао од каснијег периода под династијом Стјуарт. Карактеристика Албе била је у томе што је већина становништва још увијек користила келтски говор, те још није дошло до англизације приликом које је друштвена елита прихватила средњоенглески, односно шкотски језик.
Израз потиче од шкотског гелског израза Rìoghachd na h-Alba која дословно значи „Краљевство Шкотска“.